# Heute stirbt hier Kainer

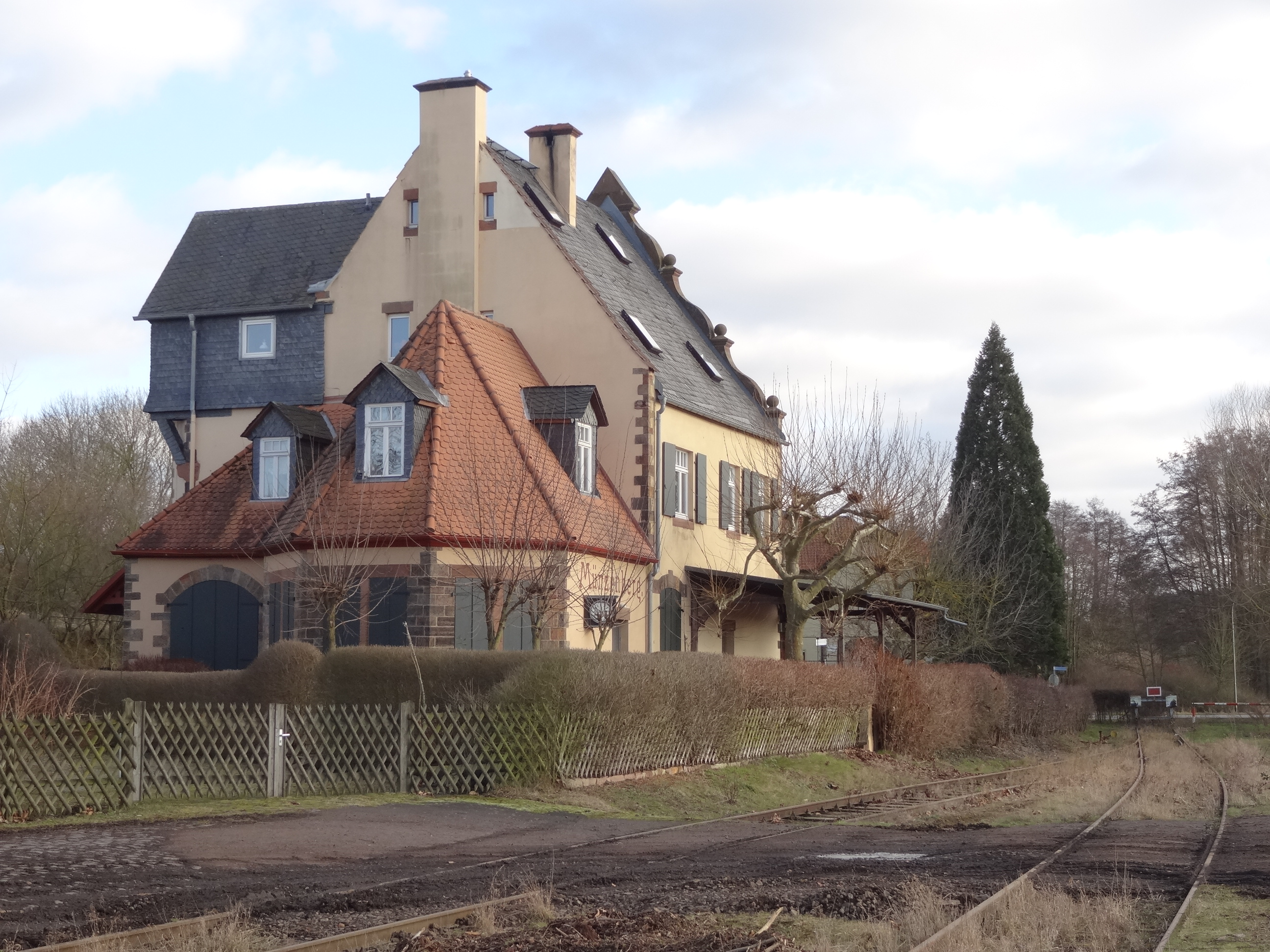
Kainers letzte Reise geht in die hessische Provinz nach Oberöhde (Drehort: Bahnhof Münzenberg)

Heute stirbt hier Kainer ist ein deutscher Fernsehfilm aus dem Jahr 2021. In der Hauptrolle spielt Martin Wuttke einen todkranken Einzelgänger, der sich noch einmal auf eine letzte Reise begibt, um sein Leben selbst (bestimmt) zu beenden. Der Film wurde erstmals am 21. April 2021 im Ersten gezeigt.

## Handlung
Ulrich Kainer, ein Frührentner mit zweifelhafter Vorgeschichte („Profi für den Tod“), erfährt von seinem Arzt, dass er einen Gehirntumor habe und bald sterben werde. Er beschließt daraufhin, zu seiner letzten Reise aufzubrechen. Nur mit einem Koffer, in dem sich eine – illegal erworbene – Waffe und ein paar Zeitschriften befinden, macht er sich auf den Weg. Da sein Heimatdorf mittlerweile auf dem Boden eines Stausees liegt, fährt er aufs Geratewohl mit einem Fahrschein, den ihm ein Obdachloser gibt, mit dem Schienenbus ins Ungewisse nach Oberöhde, einem Dorf irgendwo in Hessen.
Kainer möchte seine Ruhe und über den Zeitpunkt seines Ablebens selbst entscheiden. Er quartiert sich – angeblich für einen „Urlaub auf dem Land“ – auf dem Bauernhof der alleinerziehenden Marie Abel ein. Diese sucht nach dem Weggang ihres Mannes einen Gesprächspartner, Kainer geht aber lieber allein spazieren. Im Dorf gerät er schnell zwischen die Fronten eines Streits um ein Dorflokal. Da der eine Kontrahent, ein italienischer Gastwirt und Maries Schwager, dem anderen gedroht hat, hält man den im Trainingsanzug durch die Gegend laufenden Neuling für einen herbeigerufenen Mafioso. Als Maries Sohn Emil mit Kainers Pistole versehentlich einen Hahn erschießt, wirft das Kainers Pläne über den Haufen. Er geht mit Marie abends bei ihrem Schwager im Restaurant etwas trinken; es entwickelt sich – trotz Kainers abweisender Art – eine gewisse Sympathie zwischen den beiden. Als sich der alkoholkranke Heinz Graber, der im Streit ums Lokal geholfen hat, Maries Schwager hereinzulegen, an Kainer wendet und diesen bittet, ihn zu erschießen, lehnt Kainer ab. Graber schießt sich selbst in den Kopf, trifft aber nicht richtig, sodass Kainer die Sache mit zwei weiteren Schüssen beendet.
Der wegen eines offen bleibenden „Fehlers“ aufs Land abgeschobene, arrogante Kommissar Decker nimmt die Ermittlungen auf. Marie gibt Kainer ein Alibi und sagt, dass Kainer mit ihr im Bett war – was sie kurz darauf von Kainer einfordert. Beim anschließenden Spaziergang wird Kainer von den Nazis des Dorfes angegriffen, die der Kontrahent des Streits auf ihn angesetzt hatte. Der undurchsichtige Fremde kann sich aber erfolgreich zur Wehr setzen. Als einer der Schläger ihn mit einer Waffe bedroht, geht der Jäger Gerd Graber dazwischen. Er unterhält sich mit Kainer auf einer Bank im Wald, erfährt dessen Geschichte und auch, dass Kainer Grabers Bruder gleichsam erlösen musste. Decker versucht, den Streit ums Dorflokal für sich zu nutzen, und verspricht dem Kontrahenten für teures Geld, den angeblichen Mafioso aus dem Weg zu räumen. Mit Marie als Geisel lockt er Kainer zum Bauernhof und will sich mit ihm duellieren. Das wird durch die Ankunft der schwer bewaffneten Dorfschläger auf dem Hof vereitelt. Es kommt zu einer wilden Schießerei, bei der am Ende nur Decker, Kainer und Marie am Leben bleiben. Decker will Kainer erschießen, wird aber von Graber – offenbar von einem Hochstand aus – tödlich getroffen.
Kainer geht zu einem See, um sich zu erschießen, muss aber feststellen, dass sich keine Patrone mehr im Magazin befindet. Er beginnt zu lachen und wirft die Waffe in den See. In der Schlusssequenz scheint der Protagonist, der immer vom See seines Heimatdorfes geträumt hat, der Pistole ins Wasser zu folgen.

## Produktion
Der Film wurde vom 4. September 2019 bis zum 10. Oktober 2019 in Mossautal, Hirzenhain, Niddatal, Frankfurt am Main und Umgebung gedreht.
Der Ort Oberöhde in Hessen, in den Kainers letzte Reise geht, ist fiktiv. Er wurde unter anderen durch Aufnahmen in Münzenberg, Hirzenhain und Friedberg nachgestellt.

## Rezeption

### Kritiken
Das Lexikon des internationalen Films gibt dem Film 2 von 5 Sternen und schreibt: „Eine überzeichnete Provinzposse mit schwarzem Humor und Western-Anleihen, die durch abrupte Stimmungswechsel und äußeren Aufwand auffällt. Der Umgang mit den formalen Versatzstücken bleibt allerdings recht durchwachsen, sodass das Ergebnis eher zwiespältig ist.“
Kritiker Thomas Gehringer gibt dem Film in seiner Besprechung bei tittelbach.tv 5 von 6 Sternen. Es handle sich um eine Provinzposse, die im Western-Style realisiert und stimmungsvoll inszeniert wurde. Martin Wuttke in dieser Rolle sei ein Ereignis. Die Nebenfiguren seien prägnant, so unter anderen Christian Redl und Jule Böwe. Justus von Dohnányi würde den Kommissar als wahres Ekelpaket spielen. Zusammenfassend schreibt Gehringer: „Verzweiflung, Hingabe, Gewalt und Tod vor stimmungsvoll fotografierter Landschaft, einfalls- und wendungsreich, manchmal auch einfach nur gaga, bis hin zum sinnfreien Finale mit simpler Freude am Ballern.“

### Einschaltquoten
Die deutsche Erstausstrahlung am 21. April 2021 im Ersten sahen 3,82 Millionen Zuschauer, was einem Marktanteil von 12,5 % entsprach.

## Auszeichnungen
- 2021: Hessischer Fernsehpreis für Britta Hammelstein[6]